# Play (пісня Юрі Поотсманна)
«Play» (укр. Грай) — пісня естонського співака Юрі Поотсманна, з якою він представляв Естонію на 61-му пісенному конкурсі Євробачення, у травні 2016 року в Стокгольмі, Швеція.

## Євробачення 2016
5 листопада 2015 року естонський телемовник «Eesti Televisioon», відповідальний за участь Естонії на Євробаченні 2016, оголосив 12 учасників «Eesti Laul 2016» — претендентів представляти країну на Євробаченні 2016 у Стокгольмі, серед яких також був Юрі Поотсманн із піснею «Play». Уперше Юрі виконував свою пісню 20 лютого у другому півфіналі відбору і зміг потрапити у фінал. У фіналі, який пройшов 5 лютого 2016 року, співак за результатами голосування журі і телеглядачів перемагає і стає представником Естонії на Євробаченні 2016. Він виступить у першому півфіналі конкурсу, який відбудеться 10 травня, під номером 13.

## Музичне відео
5 березня 2016 року на каналі YouTube було представлено музичне відео на пісню «Play», режисером якого стала Елізе Еймре.

## Чарти
| Чарт (2016)           | Найвища позиція |
| --------------------- | --------------- |
| Estonia (Raadio Uuno) | 3               |